# Al Giordino
Albert Cassius Giordino (oftast kallad Al Giordino) en är fiktiv person skapad av Clive Cussler.
Han är Dirk Pitts bästa vän och arbetskompis. Han är halvitalienare, muskulös och har ett stort sinne för humor och röker gärna en av Amiral Sandeckers cigarrer. Han har också en förmåga att kunna sova även i extrema situationer, men i sitt vakna tillstånd är han intelligent och skarpsinnig.
Men han försöker att ge en bild av sig själv som lite halvintelligent.